# Into the Music
| 전문가 평가                   | 전문가 평가 |
| 평가 점수                     | 평가 점수   |
| 출처                          | 점수        |
| ----------------------------- | ----------- |
| AllMusic                      | [ 1 ]       |
| The Great Rock Discography    | 8/10        |
| MusicHound Rock               | 3.5/5       |
| The Rolling Stone Album Guide | [ 4 ]       |
| Tom Hull                      | A+          |
| The Village Voice             | A           |

《Into the Music》은 1979년 8월에 발매된 북아일랜드의 싱어송라이터 밴 모리슨의 열한 번째 스튜디오 음반이다. 이 곡에는 영국 싱글 차트에서 63위로 정점을 찍은 〈Bright Side of the Road〉와 모리슨이 팝 지향적인 《Wavelength》 이후 자신의 더 심오하고 초월적인 스타일로 돌아가기 위해 노력한 다른 곡들이 포함되어 있다. 이 음반은 여러 음악 평론가들로부터 호의적인 평가를 받았으며, 패즈 & 잡 비평가들의 투표에서 올해의 최고 음반 중 하나로 선정되었다.

## 녹음
《Into the Music》은 1979년 초 캘리포니아주 소살리토의 레코드 플랜트에서 믹 글로스톱을 엔지니어로 하여 녹음되었다.
음반 녹음 도중, 음악가 중 한 명인 트럼펫 연주자 마크 아이셤은 모리슨을 근처에 사는 피 위 엘리스에게 소개했다. 모리슨은 그를 〈Troubadours〉의 호른 차트를 하기 위해 데려왔지만 엘리스는 남아 음반 전체를 작업했다. 밴드는 또한 현악기를 연주하는 토니 마커스, 페니 휘슬을 연주하는 로빈 윌리엄슨, 〈Full Force Gale〉에서 슬라이드 기타를 연주하는 라이 쿠더를 포함했다.
《침묵의 찬송가》의 저자 피터 밀스에 따르면, 이 책의 제목은 모리슨에 대한 리치 요크의 1975년 전기에서 따온 것이며, 이 책의 제목은 그의 노래 Into the Mystic (1970년)을 참조하여 지어졌다.

## 곡 목록
모든 곡들은 특별한 언급이 없는 한 밴 모리슨에 의해 작사/작곡하였다.
| #  | 제목                         | 재생 시간 |
| -- | ---------------------------- | --------- |
| 1. | 〈Bright Side of the Road〉  | 3:47      |
| 2. | 〈Full Force Gale〉          | 3:14      |
| 3. | 〈Steppin' Out Queen〉       | 5:28      |
| 4. | 〈Troubadours〉              | 4:41      |
| 5. | 〈Rolling Hills〉            | 2:53      |
| 6. | 〈You Make Me Feel So Free〉 | 4:09      |

| #  | 제목                                    | 작사·작곡               | 재생 시간 |
| -- | --------------------------------------- | ----------------------- | --------- |
| 1. | 〈Angeliou〉                            |                         | 6:48      |
| 2. | 〈And the Healing Has Begun〉           |                         | 7:59      |
| 3. | 〈It's All in the Game〉                | 찰스 G. 도스, 칼 시그만 | 4:39      |
| 4. | 〈You Know What They're Writing About〉 |                         | 6:10      |